# Se Virgilio et Homero avessin visto
Se Virgilio et Homero avessin visto è la centottantaseiesima lirica (RVF 186), nonché il sonetto CLIII (153), del Canzoniere di Francesco Petrarca, nel quale l'autore ipotizza che cosa sarebbe successo se Virgilio ed Omero avessero visto Laura, con eventuali implicazioni negative, per poi paragonare lo splendore di Laura a quello degli eroi classici.

## Testo
| Testo | Parafrasi |
| --- | --- |
| Se Virgilio et Homero avessin visto quel sole il qual vegg’io con gli occhi miei, tutte lor forze in dar fama a costei avrian posto, et l’un stil coll’altro misto: di che sarebbe Enea turbato et tristo, Achille, Ulixe et gli altri semidei, et quel che resse anni cinquantasei sí bene il mondo et quel ch’ancise Egisto. Quel fiore anticho di vertuti et d’arme come sembiante stella ebbe con questo novo fior d’onestate et di bellezze! Ennio di quel cantò ruvido carme, di quest’altro io: et oh pur non molesto gli sia il mio ingegno, e ’l mio lodar non sprezze! | Se Virgilio ed Omero avessero visto quel sole (Laura) il quale vedo io con i miei occhi, tutte le loro forze nel dare fama a lei avrebbero impiegato, mescolando i loro due stili: e allora ne sarebbero tristi e turbati Enea, Achille, Ulisse e gli altri semidei, e colui che regnò per cinquantasei anni il mondo così bene (Augusto), e colui che fu ucciso da Egisto (Agamennone). Quel fiore antico di virtù e d'imprese d'armi (Scipione l'Africano Maggiore) ebbe un simile destino splendente con questo nuovo fiore di nobiltà e bellezza (Laura)! Ennio cantò quel fiore in un rozzo carme, di quest'altro fiore (ne canto) io: e (spero) solamente, ohimè, che non sia importuno il mio ingegno a lei, e che lei non disprezzi la mia lode! |

## Analisi strutturale
Il sonetto è costituito da 14 versi, tutti in endecasillabi, divisi in quattro strofe: 2 quartine e 2 terzine. Le rime sono costruite secondo lo schema metrico ABBA, ABBA; CDE, CDE.